# 岡本隆吾
岡本 隆吾（おかもと りゅうご、1973年12月5日 - ）は神奈川県出身の元プロサッカー選手、サッカー指導者。ポジションはDF（左サイドバック）。

## 来歴
1996年にジャパンフットボールリーグのNTT関東（後の大宮アルディージャ）に入団。1999年にJ2リーグに昇格。2003年に現役引退。現役時代はキャプテンを務め、ジャパンフットボールリーグ時代から不動の左サイドバックとして連続試合出場を続けていた。ファンからも「ミスター大宮」、「ミスターアルディージャ」、大宮の「鉄人」として愛される存在だった。

## 所属クラブ
- 横浜市立南高等学校
- 日本大学
- 1996年 - 2003年 NTT関東/大宮アルディージャ

## 個人成績
| 国内大会個人成績 | 国内大会個人成績 | 国内大会個人成績 | 国内大会個人成績 | 国内大会個人成績 | 国内大会個人成績 | 国内大会個人成績 | 国内大会個人成績 | 国内大会個人成績 | 国内大会個人成績 | 国内大会個人成績 | 国内大会個人成績 |
| 年度             | クラブ           | 背番号           | リーグ           | リーグ戦         | リーグ戦         | リーグ杯         | リーグ杯         | オープン杯       | オープン杯       | 期間通算         | 期間通算         |
| 年度             | クラブ           | 背番号           | リーグ           | 出場             | 得点             | 出場             | 得点             | 出場             | 得点             | 出場             | 得点             |
| 日本             | 日本             | 日本             | 日本             | リーグ戦         | リーグ戦         | リーグ杯         | リーグ杯         | 天皇杯           | 天皇杯           | 期間通算         | 期間通算         |
| ---------------- | ---------------- | ---------------- | ---------------- | ---------------- | ---------------- | ---------------- | ---------------- | ---------------- | ---------------- | ---------------- | ---------------- |
| 1996             | NTT関東          | 24               | 旧JFL            | 30               | 5                | -                | -                | 3                | 1                | 33               | 6                |
| 1997             | NTT関東          | 11               | 旧JFL            | 30               | 8                | -                | -                | 3                | 0                | 33               | 8                |
| 1998             | 大宮             | 11               | 旧JFL            | 30               | 2                | -                | -                | 3                | 0                | 33               | 2                |
| 1999             | 大宮             | 5                | J2               | 36               | 0                | 2                | 0                | 3                | 0                | 41               | 0                |
| 2000             | 大宮             | 5                | J2               | 40               | 0                | 2                | 0                | 3                | 0                | 45               | 0                |
| 2001             | 大宮             | 5                | J2               | 43               | 0                | 2                | 0                | 0                | 0                | 45               | 0                |
| 2002             | 大宮             | 5                | J2               | 33               | 2                | -                | -                | 1                | 0                | 34               | 2                |
| 2003             | 大宮             | 5                | J2               | 12               | 0                | -                | -                | 2                | 0                | 14               | 0                |
| 通算             | 日本             | 日本             | J2               | 164              | 2                | 6                | 0                | 9                | 0                | 179              | 2                |
| 通算             | 日本             | 日本             | 旧JFL            | 90               | 15               | -                | -                | 9                | 1                | 99               | 1                |
| 総通算           | 総通算           | 総通算           | 総通算           | 254              | 17               | 6                | 0                | 18               | 1                | 278              | 18               |

- Jリーグ(J2)初出場：1999年3月14日 対ヴァンフォーレ甲府戦（韮崎中央公園陸上競技場）
- Jリーグ(J2)初得点：2002年4月6日 対大分トリニータ戦（大分スポーツ公園総合競技場）

## 指導歴
- 2004年 - 2024年 大宮アルディージャ
  - 2004年 - 2005年 普及部コーチ
  - 2006年 - 2007年 スクールマスター
    - 2006年 - 2007年 埼玉県U-10キッズエリート担当コーチ (兼任)
    - 2007年 埼玉県U-15トレセンコーチ (兼任)

  - 2008年 - 2009年 ユース コーチ
  - 2010年 育成コーチ
  - 2011年 育成フィジカルコーチ
  - 2012年 育成フィジカルコーチ兼ユースコーチ
    - 2012年 埼玉県U-15トレセンヘッドコーチ (兼任)

  - 2013年 - 2014年 育成フィジカルコーチ
    - 2013年 埼玉県U-16トレセンヘッドコーチ (兼任)

  - 2015年 ジュニアユースコーチ兼育成フィジカルコーチ
    - 2015年11月 - 2016年3月 日本女子代表 フィジカルコーチ (兼任)

  - 2017年 - 2018年 ジュニアユース 監督
    - 2019年8月 - 2019年9月 U-18日本代表 フィジカルコーチ (兼任)

  - 2021年 - 2021年8月 アカデミーヘッドオブフィットネス
  - 2021年8月 - 2022年 トップチーム フィジカルコーチ
  - 2023年 - 同年5月 U-18 フィジカルコーチ兼コーチ
  - 2023年5月 - 同年12月 トップチーム フィジカルコーチ
  - 2024年2月 - 同年8月 U-18コーチ兼ヘッドオブコンディショニング
- 2025年 - 日本女子代表 フィジカルコーチ